# IX Giochi del Commonwealth Britannico
I IX Giochi del Commonwealth Britannico si tennero a Edimburgo (Scozia) tra il 16 ed il 25 luglio 1970. Vi parteciparono 42 nazioni, 27 delle quali ottennero almeno una medaglia, con un totale di 1744 atleti impegnati.

## Selezione della sede
Nell'agosto 1966 si tenne in Giamaica la votazione dell'offerta. Edimburgo, in Scozia, con 18 voti ha battuto Christchurch, in Nuova Zelanda, con 11.
| Città        | Paese         | Voti |
| ------------ | ------------- | ---- |
| Edimburgo    | Scozia        | 18   |
| Christchurch | Nuova Zelanda | 11   |

## Sport
I Giochi del Commonwealth Britannico del 1970 hanno compreso un totale di 10 sport. Le discipline generali affrontate dagli atleti sono state le seguenti:
- Atletica leggera
- Badminton
- Ciclismo
  -  Ciclismo su strada
  -  Ciclismo su pista
- Lawn bowls
- Lotta
- Pugilato
- Scherma
- Sollevamento pesi
- Sport acquatici
  -  Nuoto
  -  Tuffi
- Tiro

## Nazioni partecipanti
Le nazioni partecipanti sono state (in grassetto quelle che hanno partecipato per la prima volta):
- Antigua e Barbuda
- Australia
- Bahamas
- Barbados
- Bermuda
- Canada
- Ceylon
- Dominica
- Inghilterra
- Figi
- Ghana
- Gibilterra
- Grenada
- Guernsey
- Guyana
- Hong Kong
- India
- Isola di Man
- Giamaica
- Isola di Jersey
- Kenya
- Malawi
- Malaysia
- Malta
- Mauritius
- Nuova Zelanda
- Nigeria
- Irlanda del Nord
- Pakistan
- Papua Nuova Guinea
- Saint Lucia

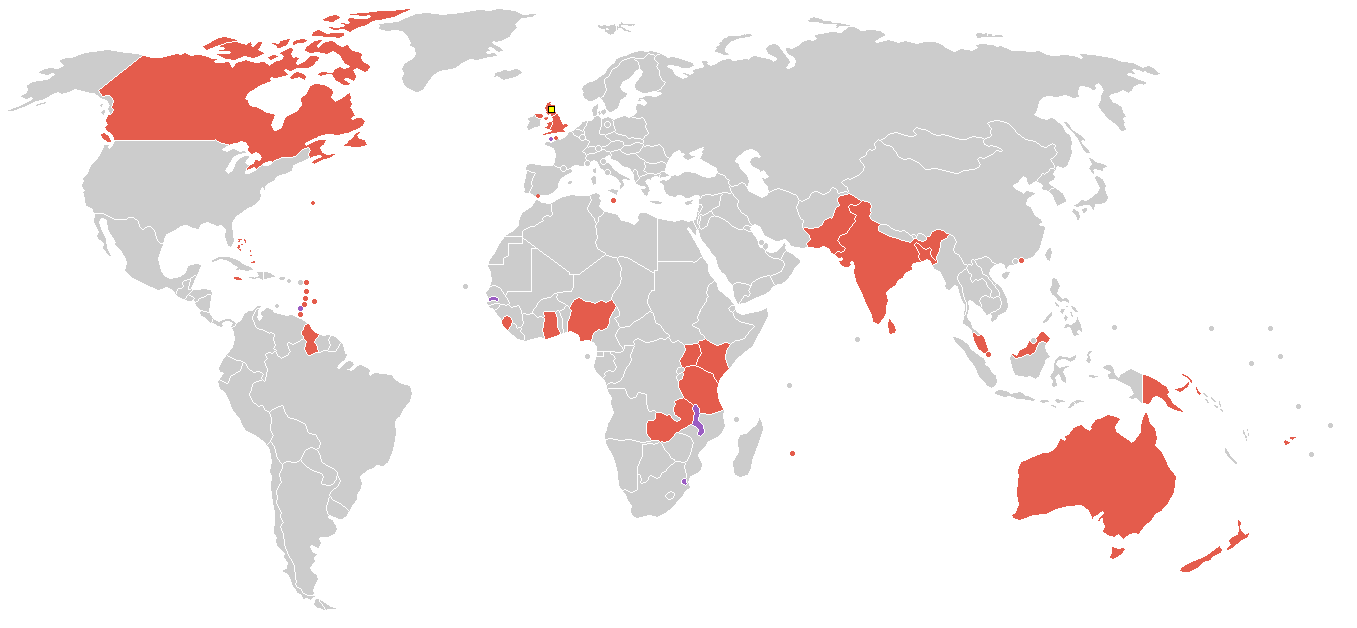
Nazioni partecipanti

- Saint Vincent e Grenadine
- Scozia
- Sierra Leone
- Singapore
- Swaziland
- Tanzania
- Gambia
- Trinidad e Tobago
- Uganda
- Galles
- Zambia

## Medagliere
| Posiz. | Nazione                   | Oro | Argento | Bronzo | Totale |
| ------ | ------------------------- | --- | ------- | ------ | ------ |
| 1      | Australia                 | 36  | 24      | 22     | 82     |
| 2      | Inghilterra               | 27  | 25      | 32     | 84     |
| 3      | Canada                    | 18  | 24      | 24     | 66     |
| 4      | Scozia                    | 6   | 8       | 11     | 25     |
| 5      | Kenya                     | 5   | 3       | 6      | 14     |
| 6      | India                     | 5   | 3       | 4      | 12     |
| 7      | Pakistan                  | 4   | 3       | 2      | 9      |
| 8      | Giamaica                  | 4   | 2       | 1      | 7      |
| 9      | Uganda                    | 3   | 3       | 1      | 7      |
| 10     | Irlanda del Nord          | 3   | 1       | 5      | 9      |
| 11     | Nuova Zelanda             | 2   | 6       | 6      | 14     |
| 12     | Galles                    | 2   | 6       | 4      | 12     |
| 13     | Ghana                     | 2   | 3       | 2      | 7      |
| 14     | Nigeria                   | 2   | 0       | 0      | 2      |
| 15     | Malaysia                  | 1   | 1       | 1      | 3      |
| 16     | Hong Kong                 | 1   | 0       | 0      | 1      |
| 17     | Trinidad e Tobago         | 0   | 4       | 3      | 7      |
| 18     | Zambia                    | 0   | 2       | 2      | 4      |
| 19     | Singapore                 | 0   | 1       | 1      | 2      |
| 20     | Barbados                  | 0   | 1       | 0      | 1      |
| 20     | Tanzania                  | 0   | 1       | 0      | 1      |
| 22     | Figi                      | 0   | 0       | 1      | 1      |
| 22     | Gambia                    | 0   | 0       | 1      | 1      |
| 22     | Guyana                    | 0   | 0       | 1      | 1      |
| 22     | Isola di Man              | 0   | 0       | 1      | 1      |
| 22     | Malawi                    | 0   | 0       | 1      | 1      |
| 22     | Saint Vincent e Grenadine | 0   | 0       | 1      | 1      |
| Totale | Totale                    | 121 | 121     | 133    | 375    |